# Sahibabad Daulat Pur
Sahibabad Daulat Pur è una suddivisione dell'India, classificata come census town, di 35.977 abitanti, situata nel distretto di Delhi Nord Ovest, nello territorio federato di Delhi. In base al numero di abitanti la città rientra nella classe III (da 20.000 a 49.999 persone).

## Geografia fisica
La città è situata a 28° 45' 01 N e 77° 06' 22 E.

## Società

### Evoluzione demografica
Al censimento del 2001 la popolazione di Sahibabad Daulat Pur assommava a 35.977 persone, delle quali 20.340 maschi e 15.637 femmine. I bambini di età inferiore o uguale ai sei anni assommavano a 6.670, dei quali 3.543 maschi e 3.127 femmine. Infine, coloro che erano in grado di saper almeno leggere e scrivere erano 18.687, dei quali 12.486 maschi e 6.201 femmine.